# “武装冲突中的法治”项目
“武装冲突中的法治”项目（Rule of Law in Armed Conflicts Project）由日内瓦国际人道法与人权学院提出，以支持国际武装冲突法的应用和实施。

## 概述
通过全球数据分析，“武装冲突中的法治”项目根据其目标，对各国实施适用于武装冲突的法律做了一次评估。这些法律包括：
- 国际人道法
- 国际人权法
- 国际刑法
- 难民法

该项目最终将涵盖联合国所有成员国、《日内瓦公约》缔约国以及有争议性领土，不管他们是否处于武装冲突状态下。的确，特定国际规约必须在和平时期实施，在冲突后时期也有其存在的必要，特别是那些关于惩治国际性犯罪的法律。此外，网站上也包含有关打击恐怖主义的规则，同样适用于未发生武装冲突的国家。
该网站被分为三部分。主页提供了对适用法律的简短描述，并强调了该领域的主要法律问题，如冲突的法律界定或国际法对非国家武装团体的适用性。随后，该网站为每个国家提供了有关国内和国际法律框架的相关文献（国家法规和判例、政府间组织之决议、条约等）。最后，该网站提供了一种法律分析，一方面根据国际人道法确认某局势确实构成冲突，另一方面决定了适用之法律。从司法和政治角度而言，网站上的这部分内容最为敏感，专为RULAC项目设计。
对于政府官员、记者以及更广泛的任何对战争中的法律感兴趣的人来说，“武装冲突中的法治”项目应是一个宝贵的信息来源。

## 日内瓦公约
最初的三部日内瓦公约于1949年得到修改、扩充、替换，并增加了第四部公约。
- 《改善战地武装部队伤者病者境遇之日内瓦公约》于1864年获得通过。其在1906年和1929年进行过两次修订和补充，并于1949年成为日内瓦第一公约。[2]
- 《改善海上武装部队伤者病者及遇船难者境遇之日内瓦公约》于1906年获得通过。其在经历修改和补充后于1949年成为日内瓦第二公约。[3]
- 《关于战俘待遇之日内瓦公约》于1929年获得通过。其在经历修改和补充后于1949年成为日内瓦第三公约。[4]
- 《关于战时保护平民之日内瓦公约》于1949年获得通过。

此外，《日内瓦公约》还有三个附加议定书：
- 第一附加议定书（1977）：1949年8月12日日内瓦四公约关于保护国际性武装冲突受难者的附加议定书。截至2015年1月12日，该议定书得到174个国家的批准，2个国家的签署。
- 第二附加议定书（1997）：1949年8月12日日内瓦四公约关于保护非国际性武装冲突受难者的附加议定书。截至2015年1月12日，该议定书得到168个国家的批准，3个国家的签署。
- 第三附加议定书：1949年8月12日日内瓦公约关于采纳一个新增特殊标志的附加议定书。截至2015年1月，该议定书得到72个国家批准，另有24个国家已签署但尚未批准该公约。